# Siegerjustiz
Siegerjustiz ist ein politisches Schlagwort. Es beschreibt die meist nach einem Krieg durch eine Siegermacht vollzogene Gerichtsbarkeit und Rechtsprechung, die gegebenenfalls von den Besiegten als benachteiligend empfunden wird.

## Nachkriegsjustiz
In Deutschland und Österreich wurden durch die Kirchen, Juristen, Presse und Parteien in den Nachkriegsjahren die Nürnberger Prozesse, Fliegerprozesse und andere von Gerichten der Alliierten durchgeführte Gerichtsverfahren gegen Angehörige der Achsenmächte als „Siegerjustiz“ abgelehnt. Der Vorwurf der Siegerjustiz wurde von den Strafverteidigern der angeklagten Repräsentanten der nationalsozialistischen Führung öffentlichkeitswirksam benutzt, um den Nürnberger Kriegsverbrecherprozessen die Rechtmäßigkeit abzusprechen. In einem Schreiben an Kardinal Josef Frings, Vorsitzender der Fuldaer Bischofskonferenz, verteidigte der US-Militärgouverneur Lucius D. Clay 1946 das „War Crimes Program“ und betonte, die Kriegsverbrechertribunale seien „in der Hoffnung errichtet worden, dass die Welt ihren Beitrag zum Frieden anerkennen würde und dass sie ein Abschreckungsmittel für künftige Angreifer darstellen möchten“.
Die alliierte Nachkriegsjustiz wurde als Rückkehr zu einer Rechtsordnung begrüßt, aber auch vielfach als „Siegerjustiz“ empfunden. Mit dem Begriff war eine aufgezwungene, nicht gesellschaftskonforme Einstellung und Blickrichtung gemeint. Dabei zeigte sich, dass die im Zuge der bundesdeutschen Nachkriegsjustiz entwickelten Formen der Strafrechtslehren vom politisch-gesellschaftlichen Kontext in besonderem Maße abhängig waren und deutliche Tendenzen zur Negation der strafrechtlichen Verantwortlichkeit bestanden. Der Stellvertreter des amerikanischen Chefanklägers bei den Nürnberger Prozessen, Robert Kempner, äußerte sich gegenüber diesen Tendenzen: „Es gibt in der Welt überhaupt nur Siegerjustiz … nur Siegerjustiz.“ (1976 in Marcel Ophüls’ Dokumentarfilm The Memory of Justice, dt.: Nicht schuldig?) Zu den Autoren, die in jüngeren Publikationen von Siegerjustiz der Alliierten sprechen, gehört der umstrittene Historiker und ehemalige Professor an der Universität der Bundeswehr München, Franz Wilhelm Seidler.
Zu Beginn der 1990er Jahre entstanden nach dem Kalten Krieg die internationalen ad-hoc Strafgerichtshöfe für Jugoslawien und Ruanda. Mit dem Römischen Statut des Internationalen Strafgerichtshofs von 1998 wurde dann die Grundlage für den permanenten Gerichtshof in Den Haag geschaffen. Im Rückblick präsentieren sich die als „Siegerjustiz“ geschmähten Nürnberger Prozesse als Geburtsstunde des Völkerstrafrechts, das Individuen für Staatshandeln strafrechtlich verantwortlich macht und Regierungsimmunität ablehnt.

## DDR-Aufarbeitung
Auch die Aufarbeitung der Vergangenheit der Deutschen Demokratischen Republik wird zuweilen als „Siegerjustiz“ bezeichnet, insbesondere hinsichtlich des strafrechtlichen Rückwirkungsverbotes. Die höchstrichterliche Rechtsprechung der Bundesrepublik Deutschland stützte sich bei der Aufarbeitung der DDR-Vergangenheit hierbei zum einen auf die Radbruchsche Formel, nach der Recht, das gegen wesentliche Grundprinzipien verstoße, zu Unrecht würde, und zum anderen auf eine rechtsstaatliche Interpretation des Rechtes der DDR, die sich von der faktischen Auslegung durch die DDR-Justiz unterscheidet.